# TOI-421
TOI-421とは、太陽系からうさぎ座の方向に約74.94パーセク離れた位置に存在する恒星である。
2020年、TESSにより周囲を2つの太陽系外惑星が公転していることが発見された。

## 特徴
| 太陽 | TOI-421   |
| ---- | --------- |
| 太陽 | Exoplanet |

TOI-421は太陽質量の約85%、太陽半径の約87%を持つスペクトル分類がG型の恒星で、実視連星であるとされている。
温度は5325ケルビンで、年齢は約94億年とされている。見かけの等級は約9.9と比較的明るい。

## 名称
TOI-421の「TOI」は「TESS object of interest」のことである。
TESS object of interestは、TESSによる観測で周囲に惑星が存在する可能性が示された恒星に与えられる天体カタログであり、TESS object of interestが与えられた恒星はフォローアップ観測の対象となる。また、TESSによる観測の対象となる恒星に与えられる「TESS Input Catalog」（TIC）という天体カタログも存在し、TESS Input CatalogにおけるTOI-421の名称は「TIC 94986319」である。その他にも、「BD-14 1137」「TYC 5344-01206-1」「2MASS J05272482-1416370」「Gaia DR2 2984582227215748864」などの名称も持つ。

## 惑星系

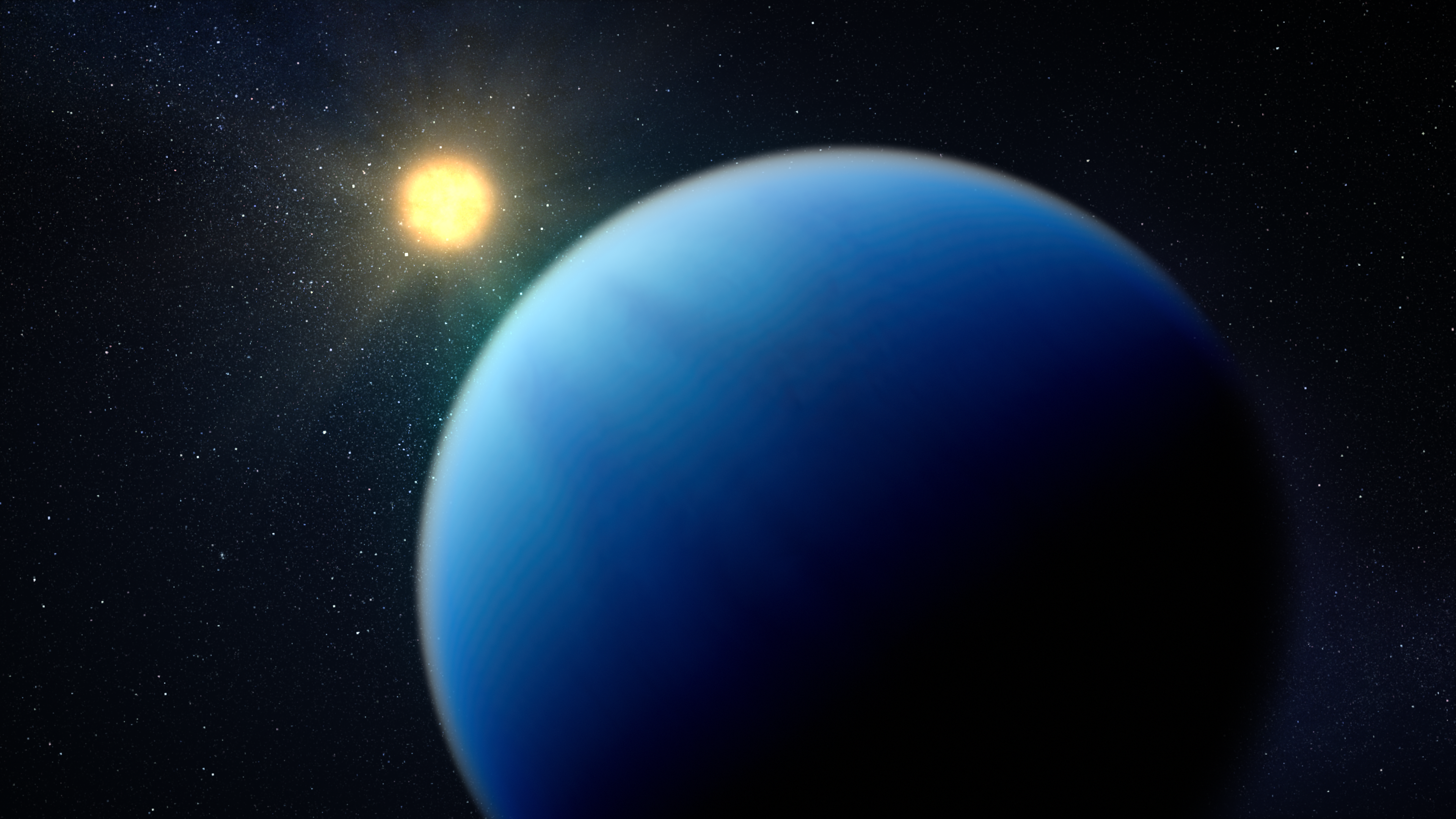
TOI-421 bの想像図

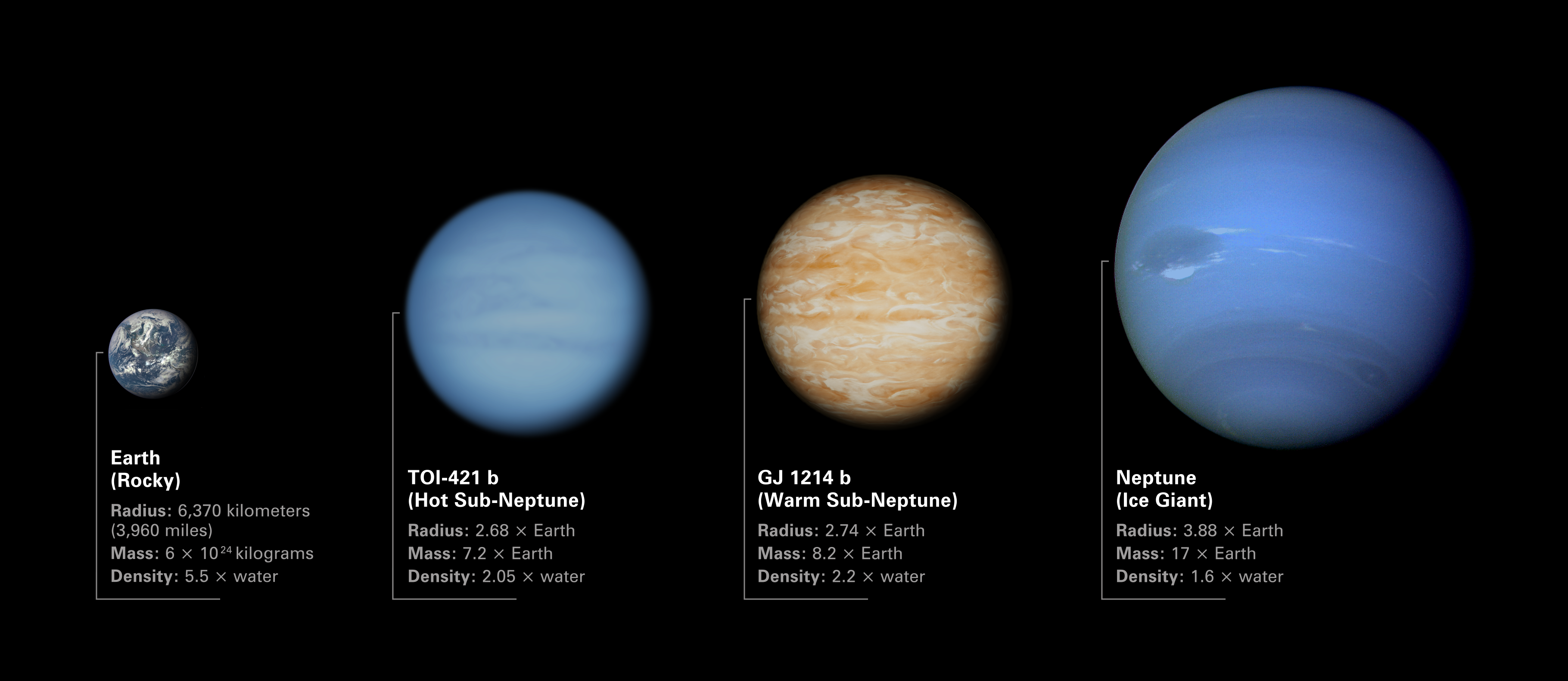
地球と海王星、そしてJWSTの観測対象となるTOI-421 bとGJ 1214 bの半径・質量・密度の比較。TOI-421 bとGJ 1214 bの密度が低いことは、厚い大気を持っているのに起因すると考えられる。

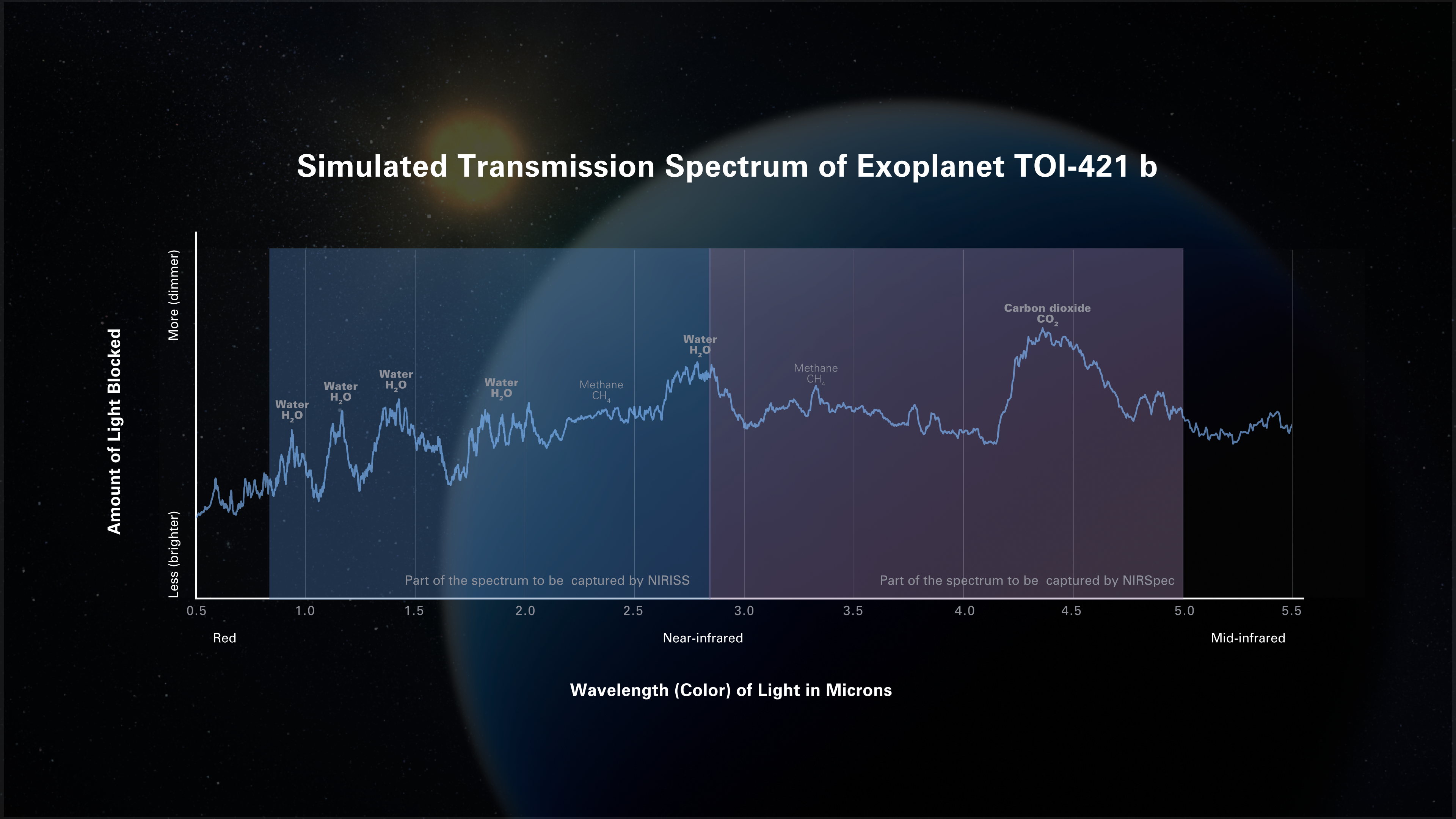
シミュレーションされたTOI-421 bの透過スペクトル。大気に雲やもやが存在せず、温度が高い水素・炭素・酸素が豊富に存在する場合を想定している。

| 名称 （恒星に近い順） | 質量                | 軌道長半径 （天文単位） | 公転周期 (日)    | 軌道離心率         | 軌道傾斜角           | 半径               |
| --------------------- | ------------------- | ----------------------- | ---------------- | ------------------ | -------------------- | ------------------ |
| b                     | 7.17±0.66 M⊕        | 0.0560±0.0018           | 5.19672±0.00049  | 0.163+0.082 −0.071 | 85.68+0.36 −0.46°    | 2.68+0.19 −0.18 R⊕ |
| c                     | 16.42+1.06 −1.04 M⊕ | 0.1189±0.0039           | 16.06819±0.00035 | 0.152±0.042        | 88.353+0.078 −0.084° | 5.09+0.16 −0.15 R⊕ |

### 発見
この恒星の周囲を公転する太陽系外惑星は、TESSによるトランジット法を用いた観測で最初に公転周期が約16日の惑星候補が検出され、「TOI-421.01」と指定された。
その後、ドップラー分光法を用いたフォローアップ観測により公転周期が約5日の信号が検出され、トランジットも観測された。この惑星候補は後に「TOI-421.02」と指定された。
いくつかの地上に存在する観測施設でのフォローアップ観測を経て惑星の存在が確認され、公転周期が短いものからTOI-421 b（TOI-421.02）、TOI-421 c（TOI-421.01）と命名された。
この2つの惑星の発見及び確認を公表する論文はarXivで2020年4月21日に掲載された。

### 特徴
TOI-421 bは地球質量の約7.2倍、地球半径の約2.7倍を持つ海王星型惑星（ミニ・ネプチューン）で、TOI-421 cは地球質量の約16.4倍、地球半径の約5.1倍を持つ海王星型惑星である。
質量と半径を考慮すると、TOI-421 bとTOI-421 cは両方とも水素とヘリウムで構成された大気を持っていると予測されており、主星に近い位置を公転していることによって大気散逸が発生している可能性があるとされ、TOI-421 bとTOI-421 cは大気の特性評価に最適なターゲットであるとされている。
2021年11月17日、ジェイムズ・ウェッブ宇宙望遠鏡（JWST）が運用開始後、Cycle 1 General Observers programの一部として初年度に2つのミニ・ネプチューンTOI-421 bとGJ 1214 bを観測して大気を分析する予定と発表された。JWSTは、TOI-421 bのトランジットを2回観測し、そのうち1回目はNear-Infrared Imager and Slitless Spectrograph（NIRISS）、2回目はNear-Infrared Spectrograph（NIRSpec）を用いて近赤外線透過スペクトルを作成する。
このスペクトルの分析により、大気が晴れているとすれば水やメタン、二酸化炭素などといった分子の存在量を測定することが可能であるとされる。エアロゾルが存在している場合はそのエアロゾルを構成する成分を調査することが可能である。